# Tetramicra malpighiarum
Tetramicra malpighiarum är en orkidéart som beskrevs av J.A.Hern. och Marta Aleida Díaz Dumas. Tetramicra malpighiarum ingår i släktet Tetramicra och familjen orkidéer.
Artens utbredningsområde är Kuba. Inga underarter finns listade i Catalogue of Life.